# Lajos Petri
Lajos Petri (Lajos Pick), né à Szeged, Hongrie le 8 juin 1884 et mort à Budapest le 2 aout 1963, est un sculpteur hongrois.

## Biographie
La famille Pick possédait la fabrique de Salami Pick fondée en 1869 par Márk Pick. La fabrique, grâce à l'expertise des travailleurs italiens, est devenue leader du marché en 1883. Après sa réussite au baccalauréat, Lajos Petri a commencé à étudier le droit à Budapest, et a également suivi des cours d'histoire de l'art, notamment ceux de l'historienne et critique d'art Gyula Pasteiner (1846–1924), du philosophe, esthète, traducteur, critique de théâtre Bernát Alexander (1850–1927) et de l'historien de la littérature Gusztáv Heinrich (1845–1922). Pendant cette période il s'intéressait davantage à l'athlétisme qu'à l’art. Après avoir passé deux colloquia à la faculté de droit de Budapest, Il continue ses études à Berlin, où il suit les cours de l'historien d'art et écrivain suisse Heinrich Wölfflin (1864–1945) et du Bois-Reymond. À l'université il list les œuvres de Shakespeare, de Léon Tolstoï et de Anton Tchekhov. Il décide alors de devenir sculpteur. En mai 1907 il obtient son diplôme en droit, toutefois, la semaine de la cérémonie de remise, il quitte le domicile familial et – avec la recommandation d’une parente – rend visite à l’atelier du sculpteur Eduard Telcs (Ede Teltsch, 1872–1948). Telcs, qui a étudié à l'Académie des beaux-arts de Vienne, le prend comme apprenti. Pick passe deux ans chez lui et son style caractéristique se développe sous l'influence de Telcs. Il a beaucoup appris de lui, comme il l'écri t: « Il [Telcs] m'a enseigné à respecter l'art, à mépriser les moyens inférieurs utilisés pour produire un effet et à reconnaître la nullité du kitsch » – et ajoute-t-il – « ce qu'il m'a appris c'est que l'artiste doit être honnête quand il exprime ses sentiments et ses émotions, il doit être fiable quand il crée une œuvre d'art. Au-delà de ces choses, c'est indifférent ce qu'on appelle le conservatisme, modernisme ou quelconque autre -isme. La question est si l'artiste a quelque chose à dire et dans quelle mesure il est capable de l'exprimer. »
En novembre 1909, il s'installe à Bruxelles où il travaille dans son propre atelier avec certaines interruptions à cause de la Première Guerre mondiale jusqu'en 1922. Il est enthousiasmé par les artistes belges, par Rik Wouters (1882–1916), Jules Lagae (1862–1931) et Égide Rombaux (1865–1942). En 1922, il retourne dans son pays, et commence à travailler en Hongrie ; son style est alors fortement influencé par les naturalistes.